# Adiantum cinnamomeum
Adiantum cinnamomeum är en kantbräkenväxtart som beskrevs av David Bruce Lellinger och J.Prado. Adiantum cinnamomeum ingår i släktet Adiantum och familjen Pteridaceae. Inga underarter finns listade.